# Mas Roure
El Mas Roure és una masia de Santa Eugènia de Berga (Osona) inclosa a l'Inventari del Patrimoni Arquitectònic de Catalunya.

## Descripció
És una masia de planta quadrada coberta a dues vessants, amb el carener perpendicular a la façana situada a migdia. Consta de planta baixa i dos pisos. La façana presenta un portal rectangular a la planta, una finestra tapiada, tres balcons al primer pis amb inflexió gòtica així com la finestra central del segon pis. A llevant s'hi adossa un cos que sobresurt per la part de migdia que abriga uns porxos d'arc de mig punt al primer pis junt amb el mur d'una cabana forma un clos que tanca la lliça, el portal és resguardat per un portalet amb llinda de fusta datada. A ponent s'hi obren diverses finestres de nova construcció però al primer pis conserva finestres de forma goticitzant. En aquest indret hi ha un pont que comunica amb la capella. La part N correspon a l'habitatge dels amos, té diverses obertures algunes de les quals presenten llinda goticitzant. Està assentada damunt la roca viva amb una bassa al davant i una gran era enllosada. Presenta alguns elements de construcció moderna que desmereixen la tipologia primitiva.
La capella, situada a la part de ponent, està unida a la masia per un pont cobert modern. És d'una sola nau, coberta a dues vessants, amb el carener perpendicular a la façana situada a migdia. El portal, descentrat respecte al centre de l'edificació, és d'arc deprimit o còncau amb motllures, amb una finestra de construcció recent al damunt però sobreposada a una de més antiga amb un trenca-aigües de la mateixa tipologia que el portal. A la part esquerre s'hi obre un altre portal rectangular amb un òcul al damunt. A ponent s'hi ha adossat un cos. A llevant hi ha una obertura de construcció recent i un pont que comunica amb la casa. Al nord només hi ha una finestreta. Sota els ràfecs dels murs laterals hi ha carteles i els angles ostenten grossos carreus de pedra picada. Actualment ha perdut les primitives funcions i es destina a tasques agrícoles.

## Història
El mas Roure apareix documentat als segles xii i xiii. La part més antiga de l'actual casal data del segle xvii. Al portal del davant hi consta la data de 1879, moment en què es devia construir també el cos de galeries que tanca la part de llevant del barri.
Vers el 1840 el Sr. Carbò, que també va comprar el mas Gener, va adquirir aquest mas, que juntament amb les terres de l'antic mas Moles pertanyia al capítol de Canonges de Vic, almenys des del segle xv.
Al Nomenclàtor de la província de Barcelona de l'any 1860 consta com a "Masia casa de labranza". Una fotografia i una nota al peu d'aquesta en un llibre de Gonça de Reparaz sobre la plana de Vic permet veure com devia ser la masia cap al 1920; es veu així com la casa s'anava ampliant: "Santa Eugènia de Berga: el mas Roure. Ampla masia de la part central de la Plana. Les dependències han estat afegides a un dels costats de l'edifici."
La capella fou dedicada a Sant Pere i en una fotografia de Gonçal de Reparaz inclosa en un llibre sobre la Plana de Vic editat el 1928 podem entreveure-hi l'antic campanar d'espadanya. Actualment la capella ha perdut el culte. L'edifici no presenta cap inscripció amb la data de construcció, però podria datar de finals del segle xviii o inicis del XIX, com algunes de les reformes que s'efectuaren a la masia.
L'any 1892 el rector de Santa Eugènia, Mn. Josep Casas, va deixar escrit que la capella d'aquest mas i la del mas Gener estaven suspeses o sense autorització per celebrar-hi el culte perquè el seu propietari, que havia comprat aquestes finques al govern, no s'havia volgut reconciliar amb l'església.